# Kalmár és tengerész
A Kalmár és tengerész Czakó Zsigmond első sikeres drámája. Ősbemutatója 1844. november 18-án volt a pesti Nemzeti Színházban.

## Szereplők
Dráma négy felvonásban.
- Kelendi, nagykereskedő
- Hermina, neje
- Kelendi Endre, tengerészhadnagy
- Árthur
- Margit, testvérhúga
- Bilsenné
- Feldner Louise
- Ferenc, a hadnagy legénye
- Rendőrtiszt
- Vilmos, szolga
- Inas

Történik Pesten.

## Cselekmény
Színdarabja a két Kelendi-testvér története: a kereskedőé és a tengerészé. A kereskedő csődbe jut; testvére, a tengerész kész lemondani szerelméről, hogy egy előnyös házassággal megmentse bátyját a nyomortól. A két hű testvér lelki vívódásába beleszövődik a kereskedő családi tragédiája: egy kalandor elcsábítja feleségét. Végül azonban a kacér asszony és csábítója meglakolnak, a tengerész feleségül veszi szerelmét, a kereskedő pedig öccse boldogságában találja meg lelki békéjét.
Ezt a történetet a fiatal író merész képzelettel, költői emelkedettséggel és technikai ügyességgel öntötte drámai formába. Mint a romantikus színműírók általában, ő is fontos szerepet juttatott a véletlennek, a mesét kalandos háttérbe helyezte, az elvetemült intrikussal ártatlan szenvedőket állított szembe. Meseszövése a maga korában eredetinek számított, jeleneteit is hatásosnak tartották.

## Fogadtatása
Mikor a Nemzeti Színház művészei 1844-ben előadták a színdarabot, úgy látszott, hogy Czakó Zsigmond lehet az ország egyik legnagyobb drámaírója. A fiatal szerző abban tűnt ki, amiben kortársai leggyöngébbek voltak: a társadalmi színműben. Drámáját a Nemzeti Színházban 1844-től 1849-ig huszonkétszer játszották; ez ritka nagy siker volt abban az időben, különösen ha számba vesszük, hogy nem volt énekes színdarab. Az Életképek, a Honderű, a Pesti Divatlap lelkesedéssel írtak a szerzőről és darabjáról. A Nemzeti Színház igazgatósága azzal fejezte ki elismerését, hogy az ott alkalmazásban álló és nyomorgó kóristát segédszínésszé léptette elő. 
A drámát Kaufmann und Seefahrer címmel Benkert (Kertbeny Károly) C. M. által szabadon fordítva 1845. november 1-jén Budán német színészek is előadták.

## Külső hivatkozások
- Czakó Zsigmond. Kalmár és tengerész. Magyar Elektronikus Könyvtár [1845]. Hozzáférés ideje: 2011. június 22.